# Argulus
Genre
Synonymes
- Agenor Risso, 1827[2]
- Diprosia Rafinesque, 1814[2]
- Huargulus Yü, 1938[2]
- Ozolus Latreille, 1802[2]

Argulus est un genre de crustacés branchioures de la famille des Argulidae et qui sont communément appelés argule ou « pou des poissons ». Ces espèces sont des ectoparasites des poissons de mer ou d'eau douce, de forme discoïdale avec un abdomen bifurqué et dont la couleur varie du vert clair ou brunâtre au transparent.
La plupart des espèces, notamment Argulus foliaceus qui vit en eau douce, ne dépassent pas 10 mm de long. Quelques-unes peuvent atteindre 20 ou 30 mm. Les argules vivent dans la mer, les rivières et les étangs, soit nageant librement à l'aide de leurs quatre paires de pattes, soit fixés sur les poissons qu'ils parasitent. Leur adhérence aux téguments plutôt glissants des poissons, ou la solidité de leur accrochage dans une des cavités branchiales, s'explique par leur forme aplatie et par la présence de deux ventouses céphaliques et d'un solide crochet médian. Celui-ci servirait en outre à injecter au poisson une substance capable de lyser (détruire) ses cellules sanguines.
Peu de suivis scientifiques ont été jusqu'à aujourd'hui menées sur la biologie de ces animaux, mais ils peuvent être couramment aperçus dans un bassin ou un aquarium. L'infestation de ce parasite est notamment influencée par la santé des poissons ainsi que la qualité et la température de l'eau.

## Liste d'espèces
Selon World Register of Marine Species (1 janvier 2019) :
- Argulus africanus Thiele, 1900
- Argulus alexandrensis Wilson C.B., 1923
- Argulus alosae Gould, 1841
- Argulus amazonicus Malta & Santos-Silva, 1986
- Argulus ambloplites Wilson C.B., 1920
- Argulus ambystoma Poly, 2003
- Argulus americanus Wilson C.B., 1902
- Argulus angusticeps Cunnington, 1913
- Argulus annae Schuurmans Stekhoven J.H. Jr, 1951
- Argulus appendiculosus Wilson C.B., 1907
- Argulus arcassonensis Cuénot, 1912
- Argulus australiensis Byrnes, 1985
- Argulus belones Kampen, 1909
- Argulus bengalensis Ramakrishna, 1951
- Argulus bicolor Bere, 1936
- Argulus boli Tripathi, 1975
- Argulus borealis Wilson C.B., 1912
- Argulus brachypeltis Fryer, 1959
- Argulus caecus Wilson C.B., 1922
- Argulus capensis Barnard, 1955
- Argulus carteri Cunnington, 1931
- Argulus catostomi Dana & Herrick, 1837
- Argulus cauveriensis Thomas & Devaraj, 1975
- Argulus chesapeakensis Cressey, 1971
- Argulus chicomendesi Malta & Varella, 2000
- Argulus chilensis Martinez, 1952
- Argulus chinensis Ku & Yang, 1955
- Argulus chromidis Krøyer, 1863
- Argulus confusus Rushton-Mellor, 1994
- Argulus coregoni Thorell, 1865
- Argulus cubensis Wilson C.B., 1936
- Argulus dactylopteri Thorell, 1865
- Argulus dageti Dollfus, 1960
- Argulus dartevellei Brian, 1940
- Argulus diversicolor Byrnes, 1985
- Argulus diversus Wilson C.B., 1944
- Argulus ellipticaudatus Wang K.N., 1960
- Argulus elongatus Heller, 1857
- Argulus ernsti Weibezahn & Cobo, 1964
- Argulus exiguus Cunnington, 1913
- Argulus flavescens Wilson C.B., 1916
- Argulus floridensis Meehan, 1940
- Argulus fluviatilis Thomas & Devaraj, 1975
- Argulus foliaceus (Linnaeus, 1758)
- Argulus fryeri Rushton-Mellor, 1994
- Argulus funduli Krøyer, 1863
- Argulus fuscus Bere, 1936
- Argulus giordanii Brian, 1959
- Argulus gracilis Rushton-Mellor, 1994
- Argulus hylae Lemos de Castro & Gomes-Correa, 1985
- Argulus ichesi Bouvier, 1910
- Argulus incisus Cunnington, 1913
- Argulus indicus Weber, 1892
- Argulus ingens Wilson C.B., 1912
- Argulus intectus Wilson C.B., 1944
- Argulus izintwala Van As J.G. & Van As L.L., 2001
- Argulus japonicus Thiele, 1900
- Argulus jollymani Fryer, 1956
- Argulus juparanensis Lemos de Castro, 1950
- Argulus kosus Avenant-Oldewage, 1994
- Argulus kunmingensis Shen, 1948
- Argulus kusafugu Yamaguti & Yamasu, 1959
- Argulus laticauda Smith S.I., 1874
- Argulus lepidostei Kellicott, 1877
- Argulus longicaudatus Wilson C.B., 1944
- Argulus lunatus Wilson C.B., 1944
- Argulus macropterus Heegaard, 1962
- Argulus maculosus Wilson C.B., 1902
- Argulus major Wang K.N., 1960
- Argulus mangalorensis Natarajan, 1982
- Argulus matuii Sikama, 1938
- Argulus meehani Cressey, 1971
- Argulus megalops Smith S.I., 1874
- Argulus melanostictus Wilson C.B., 1935
- Argulus melita Van Beneden, 1891
- Argulus mexicanus Pineda, Paramo & del Rio, 1995
- Argulus mississippiensis Wilson C.B., 1916
- Argulus mongolianus Tokioka, 1939
- Argulus monodi Fryer, 1959
- Argulus mugili Wang, K.-N., 1961
- Argulus multicolor Schuurmans Stekhoven J.H. Jr, 1937
- Argulus multipocula Barnard, 1955
- Argulus nativus Kirtisinghe, 1959
- Argulus nattereri Heller, 1857
- Argulus niger Wilson C.B., 1902
- Argulus nobilis Thiele, 1904
- Argulus onodai Tokioka, 1936
- Argulus papuensis Rushton-Mellor, 1994
- Argulus paranensis Ringuelet, 1943
- Argulus parsi Tripathi, 1975
- Argulus patagonicus Ringuelet, 1943
- Argulus personatus Cunnington, 1913
- Argulus pestifer Ringuelet, 1948
- Argulus piperatus Wilson C.B., 1920
- Argulus plecoglossi Yamaguti, 1937
- Argulus pugettensis Dana, 1852
- Argulus puthenveliensis Ramakrishna, 1959
- Argulus quadristriatus Devaraj & Ameer Hamsa, 1977
- Argulus reticulatus Wilson C.B., 1920
- Argulus rhamdiae Wilson C.B., 1936
- Argulus rhipidiophorus Monod, 1931
- Argulus rijckmansii Brian, 1940
- Argulus rotundus Wilson C.B., 1944
- Argulus rubescens Cunnington, 1913
- Argulus rubropunctatus Cunnington, 1913
- Argulus salminei Krøyer, 1863
- Argulus schoutedeni Monod, 1928
- Argulus scutiformis Thiele, 1900
- Argulus siamensis Wilson C.B., 1926
- Argulus sindhensis Mahar & Jafri, 2011
- Argulus spinulosus Silva, 1980
- Argulus stizostethii Kellicott, 1880
- Argulus striatus Cunnington, 1913
- Argulus taliensis Shen, 1948
- Argulus tientsinensis Ku & Wang, 1956
- Argulus trachynoti Brian, 1927
- Argulus trilineatus Wilson C.B., 1904
- Argulus varians Bere, 1936
- Argulus ventanensis Taznola & Villegas-Ojeda, 2017
- Argulus versicolor Wilson C.B., 1902
- Argulus vierai Pereira-Fonseca, 1939
- Argulus violaceus Thomsen, 1925
- Argulus vittatus (Rafinesque-Schmaltz, 1814)
- Argulus wilsoni Brian, 1940
- Argulus yucatanus Poly, 2005
- Argulus yuii Wang K.N., 1958
- Argulus yunnanensis Shen, 1948